# Чадовлє (Крань)
Чадовлє (словен. Čadovlje) — поселення в общині Крань, Горенський регіон, Словенія. Висота над рівнем моря: 488,7 м.